# Луї Теру
Луї Себастьян Теру (англ. Louis Sebastian Therou; нар. 20 травня 1970) — британо-американський режисер документального кіно, журналіст, мовник та автор. Він отримав дві телевізійні премії Британської академії та телевізійну премію Королівського телебачення.
Народившись у Сінгапурі у матері-англійки та батька американця (письменник Пол Теру), Теру переїхав із сім’єю до Лондона, коли був дитиною. Закінчивши Оксфорд, він переїхав до США і працював журналістом у газеті Metro Silicon Valley and Spy [Архівовано 25 лютого 2020 у Wayback Machine.]. Теру почав працювати на телебаченні ведучим Michael Moore's TV Nation series. Ця подія послугувала створенню декількох спектаклів та документальних фільмів BBC, серед яких «Дивні вихідні Луї Теру та «Коли Луї зустрів…. 

## Біографія
Луї Себастьян Теру народився у Сінгапурі 20 травня 1970 року, син американського письменника та романіста Пола Теру та його англійської тодішньої дружини Енн (Née Castle). Його бабуся Енн була італійсько-американською вчителькою гімназії, а дідусь, Альберт Еген Теру був французько-канадським продавцем американської компанії «Leather Oak». Луї має як британське, так і американське громадянство. Його старший брат Марсель —  письменник і телеведучий, двоюрідний брат Джастін — актор і сценарист. Також режисер племінник романіста Олександра Теру і письменника Пітера Теру.
Теру виховувався у Лондоні змалечку. Він здобув освіту в Tower House School, а потім у Вестмінстерській школі, державній школі в межах Вестмінстерського абатства. Перебуваючи там, він подружився із коміками Адамом Бакстоном та Джо Корнішем, також із політичним ліберало-демократом Ніком Клеггом, із яким їздив до Америки. Пізніше Теру пройшов курс «Сучасна історія» в Коледжі Магдалини, далі Оксфорд (1988–1991), закінчивши із першокласною відзнакою.
Перша робота Теру як журналіста була в США із Metro Silicon Valley, альтернативною безкоштовною тижневою газетою в Сан-Хосе, Каліфорнія. У 1992 році він був найнятий на посаду редактора журналу Spy. Він також працював кореспондентом у серіалі Майкла Мура.
Коли серіал TV Nation закінчився, Луї підписав угоду із BBC, завдяки якій він розробив «Дивні вихідні Луї Теру». На цей момент далі пише для «The Idler».

## Документальні фільми

### «Дивні вихідні Луї Теру» (1998–2000)
У «Weird Weekends» (1998–2000) Теру слідував за маргінальними (переважно американськими) субкультурами, такими як чорні націоналісти, білі верховенства та порнозірки, часто проживаючи серед людей чи поруч із ними. Його документальний метод часто тонко викривав протиріччя чи фарсичні елементи деяких серйозно дотриманих переконань. Мета серії:
Будьте готові побачити дивне серед звичайних речей. Для мене це майже привілей — висвітлювати ці події та привертати загальну увагу.  Мій ентузіазм змушує людей розкривати себе більше, ніж вони могли подумати. Шоу висміює мене, захоплюючись їхнім світом. Я  не підтримую подібні речі, і не маю необхідності когось із себе вдавати.

### Коли Луї зустрів… (2005)
У серіалі Теру супроводжував різних британських знаменитостей у повсякденному житті, опитуючи їх прямо під час їх шляху кудись. Його епізод про британського артиста Джиммі Савіле був визнаний одним із найкращих документальних фільмів усіх часів в опитуванні 2005 року на Британському каналі. Через кілька років після того, як епізод був знятий, НСПКС назвала Савілу одним із найбільш плодотворних злочинців сексуального характеру у Великій Британії.
Після завершення серіалу було випущено ретроспективу під назвою Життя з Луїсом. Теру зняв документальний фільм «Луїс, Мартін та Майкл» про його прагнення зняти інтерв'ю з Майклом Джексоном. Вибрані епізоди «Коли Луї зустрівся з…» були включені як бонусний вміст у колекцію Best-Of Weird Weekends.

### «BBC Two Specials (2003)
У спеціальних програмах, починаючи з 2003 року, Луї повернувся до американської тематики, працюючи в повному обсязі і більш природним чином. У березні 2006 року він підписав нову угоду з BBC, щоб зняти 10 фільмів протягом трьох років.  Предметами спецслужб є кримінальні банди в Лагосі, неонацисти в Америці, ультра-сіоністи в Ізраїлі. Він також відвідує дитячу психіатрію та тюремні системи в Каліфорнії та Флориді. Програма 2007 року — Найбільш ненависна родина в Америці – отримала  критичну оцінку від міжнародних ЗМІ.

### «Мій саєнтологічний фільм» (2016)
У жовтні 2016 року Теру презентував повнометражний документальний фільм під назвою My Scientology Movie. Знятий під керівництвом продюсера Саймона Чінна, шкільного друга Теру і режисера Джона Доуера: провідний мотив – розповісти про спроби отримати доступ до потаємної Церкви Саєнтології. Прем'єра фільму відбулася на Лондонському кінофестивалі у 2015 році та була випущена у кінотеатрах Великої Британії 7 жовтня 2016 року.

## Книги
Луї видав свою першу книгу «Поклик дивного: Подорожі по американських субкультурах» у Британії у 2005 році. У ній він розповідає про повернення до США, щоб дізнатись про життя деяких людей, яких показував у своїх телевізійних програмах.
Теру випустив автобіографію під назвою Gotta Get Theroux This у вересні 2019 року. 

## Інші досягнення
Теру кілька разів виступав на DVD-шоу The Adam and Joe Show, багато разів був гостем на радіошоу Adam & Joe, а також на Podcast Адама Бакстона.
У грудні 2015 року Луї керував командою, яка представляла Коледж Магдалини, штат Оксфорд, на BBC Four's Christmas University Challenge. У своєму матчі першого раунду команда перемогла Університет Ексетера із рахунком 220:130, а команда Теру виграла турнір.

## Особисте життя
Перший шлюб Теру був із Сюзанною Кліман з 1998 по 2001 рік. Пізніше він зізнався Сатнему Сангер з Financial Times: «Моя подруга жила зі мною в Нью-Йорку і в неї були проблеми з працевлаштуванням… на законних підставах. Тому ми одружилися, щоб вона могла знайти роботу. Ми ніколи насправді не були закохані, тому цей шлюб можна вважати фіктивним».
Луї також був у шлюбі із Ненсі Странг у 2012 році. У них троє синів. Він та його сім'я проживали в Харлесдені, Лондон, доки вони тимчасово не переїхали до Лос-Анджелеса на початку 2013 року, що дозволило йому краще зосередитись на серії «Історії LA». У серпні 2017 року він знову переїхав до Лос-Анджелеса.
Під час зйомок для свого шоу в серіалі «Луї Теру», його запитали: "Навіщо створювати різницю між релігією та етикою?» – на що він відповів, що не вірить у Бога".  У своєму документальному фільмі «Ультра сіоністи» у 2011 році він підтвердив свій атеїзм. Під час інтерв'ю у 2018 році для The Guardian він виявив, що був нервовим летунком.

## Нагороди та номінації

### Нагороди BAFTA
| Рік  | Категорія                                                                         | Програма                    | Результат       |
| ---- | --------------------------------------------------------------------------------- | --------------------------- | --------------- |
| 2002 | Нагорода Річарда Дімблбі за найкращого ведучого (факти, характеристики та новини) | Коли Луї зустрів...         | Виграв          |
| 2002 | Документальна премія Flaherty (телебачення)                                       | Коли Луї зустрів Гамільтона | Був номінований |
| 2001 | Нагорода Річарда Дімблбі за найкращого ведучого (факти, характеристики та новини) | Дивні вихідні Луї Теру      | Виграв          |

### Нагороди Еммі
| Рік  | Категорія                  | Програма | Результат       |
| ---- | -------------------------- | -------- | --------------- |
| 1995 | Видатні інформаційні серії | ТВ нація | Був номінований |

### Нагороди Королівського телебачення
| Рік  | Категорія         | Програма            | Результат       |
| ---- | ----------------- | ------------------- | --------------- |
| 2010 | Найкращий ведучий | Місце для педофілів | Виграв          |
| 2002 | Найкращий ведучий | Коли Луї зустрів... | Був номінований |